# Hypolimnas incommoda
Hypolimnas incommoda är en fjärilsart som beskrevs av Butler 1879. Hypolimnas incommoda ingår i släktet Hypolimnas och familjen praktfjärilar. Inga underarter finns listade i Catalogue of Life.